# 真・三國無双6
『真・三國無双6』（しん・さんごくむそう6）は、2011年3月10日にコーエーテクモゲームスから発売された真・三國無双シリーズの第6作。
キャッチコピーは「進化に終わりはない。シネマティック一騎当千。」。

## 概要
ナンバリングタイトルとしては、3年4か月ぶりの発売となる。真・三國無双シリーズでは初の3D立体視対応になり、ナンバリングタイトルでは初のオンライン協力プレイが可能となった。同シリーズで初めてオートセーブ機能がついた作品でもある。
前作までは小説やドラマ等で『三国志』として取り上げられることが多い後漢末期から三国鼎立の時代を中心に描いていたが、本作では史実で三国時代を終わらせた第4の勢力「晋」が追加され、それに伴い三国時代後半を元にしたシナリオと新武将が登場する。また、前作である『5』で削除された『4』以前の武将のうち、龐徳と左慈以外は復活し、参戦武将は全62名と過去最多となった。

## ストーリーモード
「魏伝」、「呉伝」、「蜀伝」、「晋伝」の4つから1つを選択し、勢力によって違うが、22 - 24程度のステージをこなし、三国志の各勢力の物語を追体験するモード。基本的な設定は三国志演義に準じているが、本作オリジナルの改変がされている部分も存在する。
幕間ムービーから戦闘モードに切り替えるシームレスプレイを実現。ステージごとに使用する武将は固定されており、ストーリーモードでは使用できない武将も存在する（特に、ゲームオリジナル色の強い女性武将は孫尚香と王元姫の二人を除き、ストーリーモードでは使用不可）。長坂の戦いなど大掛かりな戦闘ではステージが前後編で分割され、使用武将が切り替わることもある。また、ストーリーの進行に伴って陣営に武将が出入りしたり、戦死者が出たりと時系列に沿ったイベントがステージ間のデモで発生する。ストーリー中で所属勢力が変わる武将（関羽など）はステージ間のデモで所属勢力に合わせた衣装カラーに変更される。
なお「晋伝」は終盤年代のストーリーであることを考慮してか、他3勢力のストーリーを最後までクリアしていない状態で選択しようとすると注意メッセージが表示されるようになっている。
ムービーによってはセリフが出ているにもかかわらず字幕が表示されないことがある。

## クロニクルモード
中国大陸を見立てたマップ上に配置されたヘックスごとに設定されたミッションをプレイするモード。マップの北東の端のヘックスからスタートし、ミッションをクリアすることで隣接するヘックスを選択できるようになる。画面分割の2人プレイモード・オンライン協力プレイに対応。またこのモードでは衣装変更が可能である。
最初に使用する武将を選択し、ステージを選択して攻略していく。ステージには街中で買い物や他の武将との交流で絆を深めていく「都城」と戦闘ステージの2種類に分けられ、さらに戦闘ステージの中には、特定の武将を主人公とした有名エピソードやIFシチュエーションの戦闘がセットになった「列伝」が存在する。最初から使用できる武将は9名のみだが、ストーリーモードで新たな武将を使用してステージをクリアするか、その武将の列伝を全てクリアすると使用可能武将に追加される。

## 基本アクション
『5』の連舞システムから従来のチャージシステムに戻ったが、本作では緊急回避がヴァリアブル攻撃に入れ替わり、ジャンプチャージは廃止されている。
ジャンプ
×ボタンを押すことでジャンプが出来る。押す時間によってジャンプの高さを調整できる。
軽功
ジャンプ中または地上攻撃中に×ボタンで技をキャンセルし空中ダッシュする。特定の武器種を使用中に武将の素早さが規定値を満たしていれば使用可能。
通常攻撃
□ボタンを押すことで素早い連続攻撃を行うことが出来る。武将の特技習得に応じて4～6回まで可能。
空中で□ボタンを押した場合、武器によって固有の攻撃を行う。
旋風
武将の力が武器ごとの規定値以上で特定武器種を使用していると、各攻撃に追加エフェクトが発生し、本来よりやや広い範囲にもダメージを与えることが出来る。
チャージ攻撃
△ボタンを押すと強力な攻撃を行うことが出来る。通常攻撃と組み合わせることでチャージ技を使い分ける。一部武器の特定チャージ攻撃はガードを無視したり、ガードさせると体勢を崩せるものもある。
チャージ1 - △ - 殆どの武器が、ガードを無視し体勢を崩す事が出来る。
チャージ2 - □△ - 敵を空中へ打ち上げるが範囲は狭い。
チャージ3 - □□△ - 敵を気絶させる。武器種によっては△を追加入力すると連続攻撃を繰り出すことが出来る。
チャージ4 - □□□△ - 敵を強く吹き飛ばす。武器種にもよるが、その多くは広範囲をカバーする。
チャージ5 - □□□□△ - 広範囲の敵をまとめて空中へ打ち上げる。武将の特技習得によって使用可能。
チャージ6 - □□□□□△ - 武器固有の攻撃で、さらに広範囲の敵をまとめて吹き飛ばす。武将の特技習得によって使用可能。
EX攻撃
武将ごとに指定されている「得意武器」で対応する特定チャージ攻撃を使用中に△を追加入力（例：劉備で双剣を使用中に□□□△△）すると、武将ごとに様々な固有の特殊技が繰り出される。
多くの武将のものはヒット数が多かったり、無双ゲージを充填しやすいという傾向がある。またEX攻撃使用中は、いかなる状態でも一時的に敵の攻撃で仰け反らなくなるスーパーアーマー状態になる場合が殆ど。
無双乱舞
いかなる状態でも必ずゲージ1本を消費し、絶大なダメージを与える必殺技に一新され、モーションやその長さが使用する武器にかかわらず武将ごとに完全固定となった（どの武器を使用しても、使用武将の得意武器を用いた大技になる）。
プレイヤーは無双ゲージを最大で4本まで増加させる事が可能になったが、無双ゲージが溜まっていない時に○ボタンを長押ししてもゲージを回復させることは出来ない。
敵が使用する無双乱舞もダメージが大幅に上昇しチャージ攻撃で止めることができなくなったが、予兆自体は長くなっているほか、無双乱舞同士でも干渉は発生しない。
武将毎に2種類の無双乱舞が存在し、第2の無双乱舞は武将の特技習得が必要・武将によって「空中で○ボタン」「地上でR1+○ボタン」の二通りに分かれる。
味方にも無双乱舞が当たり吹っ飛ぶ仕様になっている（味方はダメージは受けない・敵を掴むタイプの無双乱舞は味方を掴めない）。
ヴァリアブル攻撃
R1ボタンを押すと、武器毎の補助的・特殊な攻撃を行い、終了後に使用武器を切り替える。切り替えの際に特殊な効果が発生する武器種もある。
通常攻撃やチャージ攻撃の後隙をキャンセルし、この攻撃でコンボを繋ぐことが可能。またヴァリアブル攻撃中は一時的に無敵状態になる武器が多い。

### 武器の自由化
本作では、武将が武器を2つまで自由に装備できるようになり、ヴァリアブル攻撃を発動することで、それらを切り替えて使用することができる。
また、武器には種類ごとに一定数の「印」の取り付けができ、「パラメータ上昇」「攻撃範囲拡大」「対武将強化」といった様々な能力を付加することが可能。印はその効果を持っている武器を使用するか、クロニクルモードで鍛冶屋に武器を預けることで獲得することができる。
武器の基本モーション自体はどの武将でも同じだが、武将の「力」と「素早さ」の値に対応してそれぞれの武器に3段階の適正が設定されており、不得意な武器を使うと攻撃モーションが遅くなるので不利となる。
また無双乱舞およびEX攻撃を使用でき、最高適正に上げる特技も持つ「得意武器」も武将ごとに設定されているので、武将の個性が失われたわけではない。
NPCとして登場する武将は常に得意武器を所持しており、ヴァリアブル攻撃は使用しない。

## 育成システム
レベルシステムが完全撤廃され、『4』までのように成長アイテムを拾うことで成長するシステムになった。ただしステータスの初期値や最大値はキャラによって異なる。攻撃力・防御力の成長アイテムは、それを落とす敵を倒したときの攻撃コンボを繋げた回数に応じて1段階上のアイテムに変化する（2段階以上の変化はしない。また体力値増加の点心が大点心に変化することはない）。
また敵将を倒すごとに「武功」を獲得でき、これを用いて「特技」を取得できる。「特技」の例としては無双ゲージ値を増やしたり、攻撃やチャージなどのアクションを解放するといった効果などがあるが、ツリー状に配置された特技を順に開放する形式になっており、武将ごとに習得できる特技の種類は決まっている。ストーリーモードでは前に操作していた武将の武功が引き継がれ、特技の習得が楽になるケースもある。
装備アイテムはほぼ全てが武器に付加する印に置き換えられた。
また本作の武器は威力・属性と印の装着数を完全に固定されたプリセット式となり、武器名の重複とランダムでの性能設定が基本的に登場しなくなった。

### 武器属性
- 炎: 特定のチャージ攻撃を当てると敵は燃え上がる。一度炎が付いた敵は地面に着くまでの間、属性レベルに応じてダメージを受け続ける。
- 氷: 特定のチャージ攻撃を地上で当てると、一定確率で敵が凍結し属性レベルに応じた時間中静止させることが出来る。浮いている敵に効果はなく、また無双乱舞によって効果は解除される。
- 雷: 特定のチャージ攻撃を地上で当てると敵に落雷が発生し、最大体力と属性レベルに応じたダメージを与えて気絶させる。気絶効果は空中への吹き飛ばしをキャンセルすることもある。
- 風: 特定のチャージ攻撃がガード不可能になり、さらに最大体力と属性レベルに応じたダメージを与える。
- 斬: 特定のチャージ攻撃を当てると武将には最大体力と属性レベルに応じたダメージを与え、一定確率で一般兵は即死する。

## その他変更点
- ステージの制限時間が廃止され、勝利条件および敗北条件を満たさない限りはいつまでも行動可能。なお本作はクロニクルモードの存在により、フリーモードは用意されていない。

- 各キャラの戦闘勝利ポーズも廃止。前作にあった戦闘勝利時の台詞は、他の用途にまわされた。

- 体力ゲージの表示がない武将が現れることもあり、その場合はその武将は無敵状態となる（攻撃は当たる）。
- 苦戦メッセージを発した武将に接近すると、救援時のセリフとともにその武将の体力が回復するようになった。
- 士気ゲージ表示・兵力表示の廃止（ただし内部の士気処理は存在している）。

## 主題歌
- KinKi Kids 『Time』

## ダウンロードコンテンツ
過去の作品のコスチューム・BGMが無料で購入できるほか、有料で武器・ステージ・クロニクルモード用シナリオが購入できる。2011年3月24日配信の武器「戦戈」の売上は東北地方太平洋沖地震の被災地への義援金として寄付された。また、三国志から離れたネタ的な衣装として、「オリジナル衣装」という名称で、現代日本の学園物をモチーフとした衣装、「オリジナル衣装2」という名称で古今東西の童話・神話・伝説をモチーフとした衣装が有料で販売されている。
PSP版でのダウンロードコンテンツは2011年11月現在、初回特典の王元姫用衣装と旧作のBGMのみで旧作コスチュームや有料コンテンツは配信されていない。

## 購入特典
初回限定特典として、趙雲の『三國無双』版コスチューム（PS1用格闘ゲーム版）のダウンロードシリアルコードが封入。
また、店舗によっては購入特典として以下の特典ダウンロードシリアルコードが付く。ローソン以外の特典は、2011年9月1日に有料ダウンロードコンテンツ「『三國無双』衣装セット」として配布された。
- 呂布『三國無双』版コスチューム - ゲオ
- 貂蝉『三國無双』版コスチューム - 古本市場
- 太史慈『三國無双』版コスチューム - ツタヤ、WonderGOO。
- 夏侯惇『三國無双』版コスチューム - ヨドバシカメラ、ビックカメラ、ソフマップ、上新電機、いまじん、マジカル、GAMECITYオンラインショッピング
- 特殊武器「白鶯」及び王元姫の特殊コスチューム（ローソンの店員制服）[5]- ローソン
- 王元姫の特殊コスチューム「ブラック＆ホワイト」（PSP版初回特典）

## 真・三國無双6 Special
2011年8月25日にPSP版が発売された。
変更点
- PS3版と違い完全シームレスではない。画面内に表示しきれる地形に限界があるため、他の家庭用タイトルからPSP版に移植された作品同様、表示しきれない地形は遠景で隠され、接近すると少しずつ地形が表示される。
- ストーリーモードを好きな武将でプレイ可能。また、2人同時プレイ可能。衣装変更も可能になった。ただし武将はステージ毎に選択し直す必要がある。
- クロニクルモードで4人同時プレイ可能。
- ゲーム中で稼いだお金で武将を強化するシステムを導入。使用している武将以外を育成可能に。
- 育てた武将の能力を初期化して育てなおせるように。
- PS3版『真・三國無双6』のセーブデータがメモリースティックにあると、最初から全武将が使用可能。

## 真・三國無双6 猛将伝
『真・三國無双6 猛将伝』（しん・さんごくむそう6 もうしょうでん）は2011年9月29日にPlayStation 3で発売。
キャッチコピーは「さらに 激闘シネマティック」。
真・三國無双シリーズで拡張ソフト「猛将伝」が発売されるのは2005年発売の『真・三國無双4 猛将伝』以来となる。単独でもプレイ可能だが、『6』本編とディスク交換による連動（ミックスジョイ）することで全ての要素がプレイ可能となる。
6本編では登場しなかった龐徳に加え、新規キャラクターとして郭嘉と王異が無双武将として参戦、3名全員が魏勢力として登場する。また、新たな武器の系統が6種類追加され、趙雲・関羽・張飛・夏侯惇の4人は新しい武器系統が得意武器に変更されている。『真・三國無双』シリーズでは、猛将伝で無双武将が追加されるのは本作が初である。

### 猛将伝での追加・変更要素
- 新武将・新武器系統が追加
  - 新武器系統の一部には新たな天稟が割り当てられている。

転身
地上で攻撃を受けた際に×ボタンで、バックダッシュしてより素早く体勢を立て直す。猛将伝から追加された追加された一部武器種に対応し、武将の素早さが高ければ使える。
無影脚
チャージ攻撃中に□ボタンで、技の後隙をキャンセルし、前方にダッシュしつつ敵を追撃する。猛将伝から追加された一部武器種を使用し、かつ武将の力が一定値以上で使用可能。
- 無印版の最高難易度である「修羅」を上回る「究極」が追加
  - 無印版では難易度の高い状態でシナリオをクリアしてもほとんどメリットがなかったが、猛将伝では難易度に応じて報酬金が増加するようになった。
  - 「究極」では旗を持った敵兵が敵将に能力強化や体力回復を行ったり、プレイヤーの無双ゲージを0にしたりすることがある。
- 初回起動時に無印版のセーブデータを引継ぎ可能（猛将伝のセーブデータを無印版に戻すことはできない）。
- レジェンドモードが追加
  - 本作のメインモード。三国志の歴史上の事件や、過去の真・三國無双シリーズを元にした様々なシナリオをクリアしていくことで、拠点となる「居城」がだんだん復興する。
  - プレイヤーが使用している武将はこのモードで規定の条件を満たすことで「将軍」に任命され、様々な特殊効果が得られる。
  - レジェンドモードのシナリオには、「修羅」以上または「究極」で特定条件を満たすことで獲得できる武器が設定されている。
- チャレンジモードの追加。
  - 制限時間内に倒した敵の数を競う「暴風」、制限時間内に敵を場外に落とす「彗星」、目的地に到達する時間の速さを競う「迅雷」、倒した敵武将の数を競う「百花」の4種類。PSネットワークでのスコアランキングにも対応。
- ミックスジョイをすると、無印版のストーリーモードとクロニクルモードを猛将伝のデータでプレイ可能。
- 二人までの任意キャラクターによるストーリーモードのプレイ、所持金で能力値を上げるシステム、武将能力値の初期化といったSpecialでの追加要素の一部の導入。
- キャラクターの「力」と「素早さ」が印以外で成長できるようになったので、全キャラクターが性別専用武器（大剣と多節鞭）を除く全ての武器で天稟アクションを使いこなせるようになった。

## 真・三國無双6 with 猛将伝
2012年3月19日にWindows版が発売。『真・三國無双6』『真・三國無双6 猛将伝』の内容をワンパッケージで収録。Steam版も配信されている。

## 真・三國無双6 Empires
『真・三國無双6 Empires』（しん・さんごくむそう6 エンパイアーズ）は2012年11月8日にPlayStation 3で発売。
キャッチコピーは「運命を 斬りひらく」。

### Empiresでの追加・変更要素
- 新武将「徐庶」・新武器系統（徐庶の得意武器の「撃剣」など）が追加
  - さらに装備武器の性別制限が撤廃。大剣と多節鞭が全員で装備できるようになった。
- ダウンロードコンテンツによる追加武器を全て収録
  - これに伴い既存無双武将の一部の得意武器とEX攻撃、無双乱舞が変更された。

- 戦略パートの構成が大幅に変更
  - カード内政と呼ばれる要素は撤廃され、1ヶ月毎に1つのコマンドを選択する形式になった。
  - 各種行動によって6種類の名声レベルが変動し、使用できるコマンドや戦闘中の「秘計」はそれに応じて変化する。最も高い名声レベルがその武将のレベルとしてパラメーターに反映される。

### キャラクター
- 「エディット」モードによりオリジナルの武将を作成できる。
  - 声：服巻浩司（耽美）、山本圭一郎（老練）、神奈延年（重鎮）、会一太郎（冷静）、赤羽根健治（侍）、三宅淳一（熱血）、宮坂俊蔵（純粋・寡黙 ）、島﨑信長（楽天家）、宮崎寛務（豪快）、宇和川恵美（妖艶）、住友優子（勇敢）、米本千珠（冷静）、小松里歌（勝気）、笠原留美（可憐）、野田順子（高飛車）、吉川未来（活発）、神田朱未（無邪気）、野中藍（古風）、前田綾香（姑娘）、成瀬誠（純粋2・寡黙2）、赤城進（熱血2・重鎮2）、花輪英司（楽天家2・豪快2）、間宮康弘（耽美2・冷静2）、朝比奈拓見（侍2）、堀内賢雄（老練2）、菊池こころ（無邪気2）、武田華（姑娘2）、川島悠美（可憐2）、佐藤美由希（活発2・冷静2）、石田嘉代（勝気2・勇敢2）、品田美穂（古風2）、木下紗華（妖艶2）

## 公式サイト
- 真・三國無双6
- 真・三國無双6 猛将伝
- 真・三國無双6 Empires
- 真・三國無双6 (@smusou6) - X（旧Twitter）